# Франческа Далапе
Франческа Далапе (итал. Francesca Dallapé; Тренто, 24. јун 1986) елитна је италијанска скакачица у воду чија специјалност су углавном синхронизовани скокови са даске са висине од 3 метра. Чланица је спортске секције Оружаних снага Италије Centro Sportivo Esercito. Осмострука је узастопна европска првакиња у синхронизованим скоковима са даске, почев од Торина 2009. па до Лондона 2016. године. На почетку каријере њена партнерка је била Ноеми Батки, а од 2008. скаче у пару са Тањом Кањото.
Била је део олимпијског тима Италије на три узастопне Олимпијаде, а највећи успех остварила је у Рију 2016. где је у пару са Тањом Кањото освојила сребрну медаљу у синхронизованим скоковима са даске. Пре тога била је 6. у истој дисциплини на Играма 2008. у Пекингу, односно 4. у Лондону 2012. године. 
Са светских првенстава има две сребрне медаље у синхронизованим скоковима са даске, освојене 2009. у Риму и 2013. у Монтреалу.